# Fekete cseresznye-levéltetű
A fekete cseresznye-levéltetű (Myzus cerasi), a rovarok (Insecta) osztályába, ezen belül a félfedelesszárnyúak (Hemiptera) rendjének valódi levéltetűfélék (Aphididae) családjába tartozó faj.
Jelentős mezőgazdasági kártevő, elsősorban a cseresznye (Prunus avium) és a meggy (Prunus cerasus) élősködője.

## Megjelenése
Átlagosan 1,8-2 mm nagyságú rovar, színezete fényes, fekete. Minden év első két generációja szárnyatlan, ezután egyre nagyobb arányban kelnek ki szárnyas nőstények is, melyek sötétszürkék, potrohszelvényeiken egy-egy fekete folttal.

## Életmódja
Elsősorban cseresznye, meggy, ritkábban szilva fák hajtásainak zsenge csúcsán a növények nedveit szívogatja.

### Nemzedékváltás
Az ősszel lerakott peték áttelelnek, rügyfakadás idején kel ki belőlük az első nemzedék, a szárnyatlan ősanyák. Az ősanyák elevenszüléssel újabb szárnyatlan nőstény nemzedéknek adnak életet áprilisban.
Hasonló módon több nemzedék is követi egymást, de a szárnyas nőstények aránya egyre emelkedik.
A szárnyas nőstények átrepülnek nyári tápnövényeikre, a galajra és veronikafélékre, amelyeken a nyári nemzedékek fejlődnek, melyek általában szárnyatlanok.
Szeptemberben ismét szárnyas alakok képződnek, melyek visszarepülnek a cseresznyére. Itt párosodnak, majd megszületnek az ivaros egyedek, melyek októberben és novemberben rakják le áttelelő tojásaikat a hajtásokon, a rügyek mellé. A tojásrakó nőstények még a lombtalan fákon is megtalálhatók.

## Kártétele
Felszaporodásukra, jelentős kártételükre elsősorban meleg, párás tavaszokon lehet számítani.
Szívogatásuk nyomán a levelek torzulnak és a fonák felé sodródnak, a megtámadott hajtások gyengébben fejlődnek, növekedésük lelassul, súlyos esetben megáll.
Másodlagos kártételként, a levéltetvek által kibocsátott mézharmaton megtelepedhet a korompenész is.

### Védekezés
Fontos az agrotechnikai védekezés; rendszeres gyomirtás, megfelelően levegős korona kialakítása, a fertőzött növényi részek rendszeres eltávolítása és megsemmisítése.
Rügypattanás és virágzás közötti időszakban vegyszeres permetezéssel eredményesen védekezhetünk a kártétel ellen.